# Ascarat
Ascarat é uma comuna francesa na região administrativa da Nova Aquitânia, no departamento dos Pirenéus Atlânticos. Estende-se por uma área de 5,76 km². Em 2010 a comuna tinha 327 habitantes (densidade: 56,8 hab./km²).